# ウォーレン・ジャイルズ
ウォーレン・ジャイルズ（Warren Crandall Giles, 1896年5月28日 - 1979年2月7日）は、MLBのナショナルリーグ第12代会長。1896年イリノイ州チスキルワ出身。在任中の1950～1960年にナショナルリーグの大胆な球団拡張を進めた。

## 来歴・人物
ジャイルズは第一次世界大戦中、歩兵連隊の役員としてフランスに派兵されていた。戦後1919年にイリノイ州に戻ったジャイルズは、地元モレーンの球団代表に選ばれ、以後球団やリーグ経営の道を歩むことになる。その後セントルイス・カージナルスのファーム組織の整備をしていたジャイルズは、1937年にシンシナティ・レッズのゼネラルマネージャーに就任する。レッズは1939年と1940年にナショナルリーグを制覇、ジャイルズは1951年までレッズの球団経営に関わっていた。
1951年にMLBのコミッショナー候補となるが、投票ではフォード・フリックに17票及ばず落選する。ジャイルズは第12代のナショナルリーグ会長に就任、1969年までリーグの会長を務めた。
在職中、ジャイルズは大胆な球団拡張を進めた。大きな出来事としては、リーグに加盟していた東海岸の老舗球団の大胆なフランチャイズの移転が挙げられる。ボストン・ブレーブスはボストンからミルウォーキー、そしてアトランタに移り、ニューヨーク・ジャイアンツとブルックリン・ドジャーズはそれぞれ西海岸のサンフランシスコ、ロサンゼルスへ移っていき、ナショナルリーグには新たにメッツ、アストロズ、パドレス、エクスポズが加盟、各地には新たな球場が次々と建設された。ジャイルズは、これら球団の大胆な移転に際し、「もうニューヨークは必要ないだろ？」（"Who needs New York ?"）という悪名高いコメントを残している。
また同じ時期、徐々に進んでいたアフリカ系アメリカ人のリーグ参加には寛容な姿勢を示していた。1950年代にはまだアメリカンリーグのいくつかの球団は、アフリカ系アメリカ人選手の登録に消極的で、この頃はそれが元で両方のリーグ間の実力の差が現れていた時期でもあった。ジャイルズは毎年オールスターゲームの都度、ナショナルリーグの選手達の前でリーグの誇りを持って試合に臨むように訓示をしていたそうである。
ジャイルズは1969年にリーグ会長の職を退き、1979年2月に82歳で他界する。同年アメリカ野球殿堂入り。現在のナショナルリーグのリーグチャンピオンシップの優勝トロフィーは、彼の名をとって『ウォーレン・ジャイルズ・トロフィー』と呼ばれている。